# Macaguadam
De Macaguadam (Central Hidroeléctrica "Antonio José de Sucre") is een Venezolaanse stuwdam in de rivier de Caroní bij de stad Ciudad Guayana in de staat Bolívar in Venezuela.
De dam ligt ongeveer 81 kilometer stroomafwaarts van de Guridam. Het totale vermogen van de 20 turbines bedraagt 3.152 MW. De turbines zijn verdeeld over 3 delen in de dam.

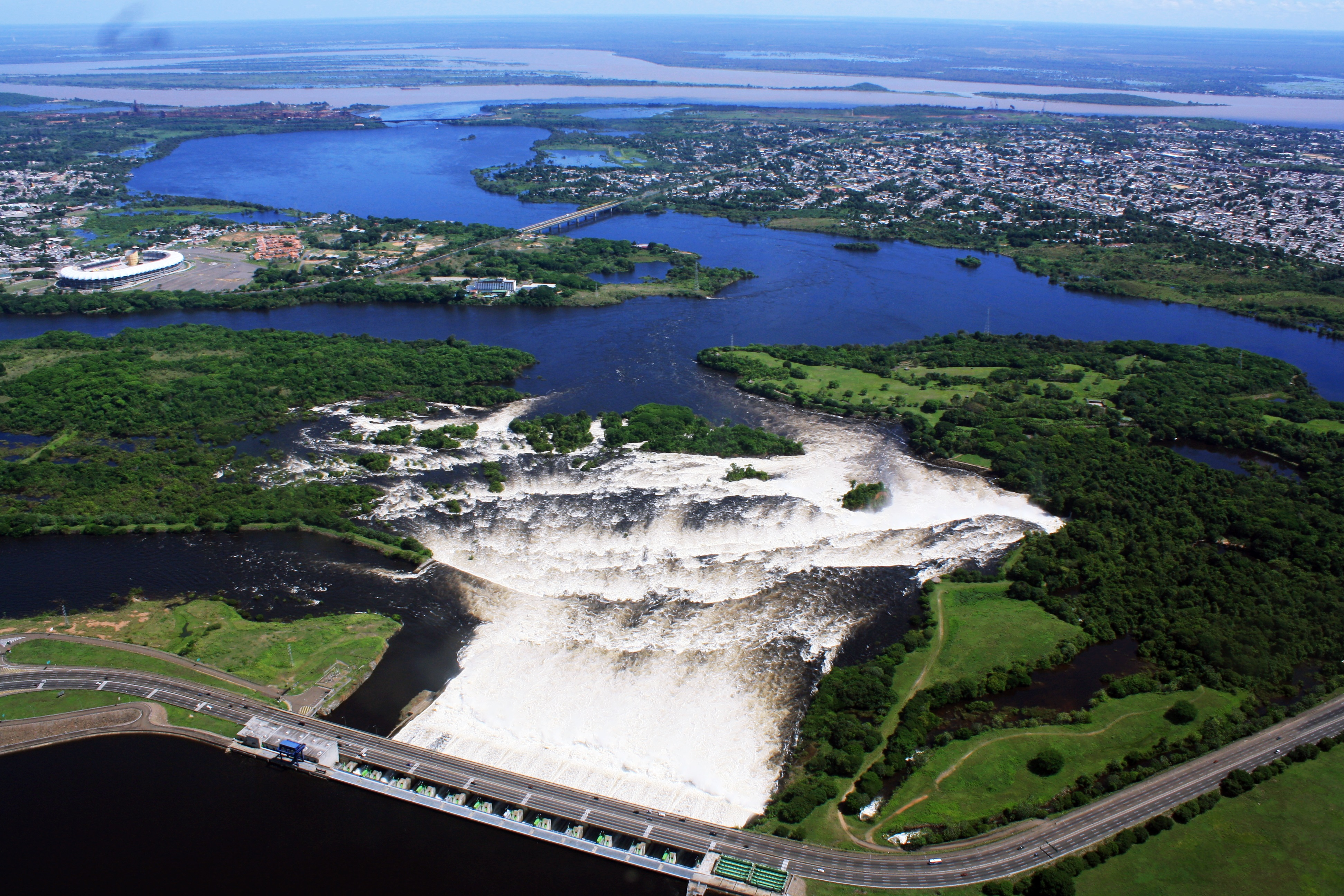
luchtfoto uit 2011

| damdeel     | vermogen | vermogen per turbine | type           | ingebruikname |
| ----------- | -------- | -------------------- | -------------- | ------------- |
| Macagua I   | 384 MW   | 6x 64 MW             | francisturbine | 1961          |
| Macagua II  | 2.592 MW | 12x 216 MW           | francisturbine | 1996          |
| Macagua III | 176 MW   | 2x 88 MW             | kaplanturbine  | 1996          |